# Tipula (Vestiplex) pauxilla
Tipula (Vestiplex) pauxilla is een tweevleugelige uit de familie langpootmuggen (Tipulidae). De soort komt voor in het Palearctisch gebied.